# Bromelia flemingii
Bromelia flemingii är en gräsväxtart som beskrevs av Ivón Mercedes Ramírez Morillo och Germán Carnevali. Bromelia flemingii ingår i släktet Bromelia och familjen Bromeliaceae. Inga underarter finns listade i Catalogue of Life.